# Bollsjaur
Bollsjaur är en sjö i Malå kommun i Lappland och ingår i Skellefteälvens huvudavrinningsområde. Sjön har en area på 1,51 kvadratkilometer och ligger 323 meter över havet. Sjön avvattnas av vattendraget Fårbäcken (Släppträskbäcken).

## Delavrinningsområde
Bollsjaur ingår i det delavrinningsområde (723141-163354) som SMHI kallar för Utloppet av Bollsjaur. Medelhöjden är 359 meter över havet och ytan är 31,85 kvadratkilometer. Räknas de 4 avrinningsområdena uppströms in blir den ackumulerade arean 131,3 kvadratkilometer. Fårbäcken (Släppträskbäcken) som avvattnar avrinningsområdet har biflödesordning 3, vilket innebär att vattnet flödar genom totalt 3 vattendrag innan det når havet efter 154 kilometer. Avrinningsområdet består mestadels av skog (56 procent) och sankmarker (24 procent). Avrinningsområdet har 3,21 kvadratkilometer vattenytor vilket ger det en sjöprocent på 10,1 procent.